# Barnabe Barnes
Barnabe Barnes (1571 – 1609) è stato un poeta e drammaturgo inglese.

## Biografia
Battezzato il 6 marzo 1571 alla chiesa di San Michel de Belfry di York, nel 1586 cominciò a frequentare il Brasenose College dell'Università di Oxford, dove però non ottenne una laurea. Nel 1591 andò in Francia con Robert Devereux, II conte d'Essex, dove conobbe la poesia francese. In particolare, fu ispirato da sonetti francesi, latini e napoletani, soprattutto quelli di Girolamo Angeriano. Scrisse una sequenza di sonetti di chiara ispirazione petrarchesca, "Parthenophil and Parthenophe", che fu però oggetto di derisione di Thomas Nashe. Indispettito, si unì a Gabriel Harvey nella sua faida epistolare contro Nashe.
Nel 1598 fu accusato di tentato omicidio ai danni di John Brown, che avrebbe tentato di eliminare con un limone e del vino avvelenato; Barnes fu processato nella Star Chamber, ma fuggì per evitare la condanna e, aiutato dalle sue conoscenze politiche, evitò ulteriori procedimenti legali e la condanna. Tre anni prima aveva scritto un altro ciclo di sonetti, A Divine Centurie of Spirituall Sonnetts, mentre nel 1607 scrisse la tragedia The Devil's Charter, sui Borgia, andata in scena davanti a Giacomo I d'Inghilterra e la sua corte. Un'altra tragedia, The Battle of Evesham, è andata perduta e successivamente scrisse un trattato storico su Elisabetta e il conte d'Essex. Nel dicembre 1609 fu sepolto a Durham.